# José Larraz López
José Larraz López (Cariñena, 1904-Madrid, 1973), fue un jurista, economista, sociólogo, filósofo de la Historia e intelectual católico español. Fue ministro de Hacienda de España en el  segundo gobierno presidido por Francisco Franco y constituido en la ciudad de Burgos, una vez acabada la guerra civil española y tres semanas antes del estallido de las hostilidades en Europa.

## Primeros años
Estudió por libre la carrera de Derecho en la Universidad Central de Madrid y en marzo de 1926, a los veintiún años, ingresó con el número 1 de su promoción en el Cuerpo de Abogados del Estado.
Antes de finalizar sus estudios de derecho, en 1922, inició su militancia en el activismo católico al participar en la asamblea constituyente del Partido Social Popular, primer partido democristiano español. Licenciado en 1924, en los años siguientes viajó a Bélgica, becado por la Junta de Ampliación de Estudios, concretamente en el Instituto de Sociología Solvay, donde se orienta hacia la economía, publicando en 1930 su libro La evolución económica de Bélgica.

## Dictadura
Perteneciente al sector del catolicismo social dispuesto colaborar con la Dictadura de Primo de Rivera, se incorporó a la Secretaría del Jefe del Gobierno, gracias a la mediación de José Calvo Sotelo, y en 1930 entró en el Servicio de Estudios del Banco de España. Con la llegada de la Segunda República centró sus esfuerzos en la Asociación Católica Nacional de Propagandistas, en cuyo consejo rector figuraba ya en 1935. Desde 1931 dirigió la sección de economía del diario católico El Debate y, a partir de 1936, presidió el consejo de administración de la Editorial Católica. El triunfo de las derechas en las elecciones de 1933 abrió las puertas a su carrera en el campo de la política económica, como colaborador de Gil Robles. Durante el segundo bienio republicano contribuyó a reorganizar el Consejo Nacional de Economía, cuya vicepresidencia ocupó desde 1934, presidió la Comisión Redactora de las Bases para el Patrimonio Forestal, y en 1935 Joaquín Chapaprieta, atraído por su "capacidad y competencia indudables”, le situó al frente de la Comisaría Nacional del Trigo.

## Guerra Civil
El inicio de la guerra civil española le sorprendió en Madrid. Consiguió escapar de la capital tras buscar refugio en la embajada de Chile.
En 1937 se incorporó a la Junta Técnica del Estado en Burgos, donde asumió la jefatura del Servicio de Estudios del Banco de España y en 1938 fue nombrado director general de Banca, Moneda y Cambio, al frente de cuya dirección consiguió la repatriación del oro físico español depositado en el Banco de Francia.
Culminó esta etapa como presidente del Comité de Moneda Extranjera, nombrado en 1938.

## Postguerra
Larraz llegó a la cima de su carrera política el 9 de agosto de 1939, en la primera reorganización ministerial de la posguerra, cuando accedió al Ministerio de Hacienda.
Dentro del gobierno de Franco, mantuvo una posición contraria a la Falange y adversario de Serrano Súñer, lo que provocaría su caída pronto, en 1941.
De su gestión cabe destacar la Ley de Desbloqueo del 7 de diciembre de 1939, que restauró la unidad monetaria, rota durante la guerra.
En ese mismo año se restableció el pago de la deuda pública y el 1 de mayo de 1940 logró el regreso a una cierta normalidad presupuestaria.
Culminó su obra en Hacienda la Ley de Reforma Tributaria del 16 de diciembre de 1940, que perseguía un triple objetivo: el mejor conocimiento de las bases tributarias, la elevación de los tipos de gravamen, y la sistematización de la imposición sobre el gasto, mediante la refundición de los tributos indirectos dispersos en la Contribución de Usos y Consumos.
Larraz dimitió en 1941, y aunque alegó motivos de salud, lo cierto es que abandonó la cartera ante su discrepancia con el rumbo que estaba tomando la política económica de la dictadura.

## Procurador en Cortes
Procurador en Cortes designado por el Jefe del Estado durante la I Legislatura de las Cortes Españolas (1943-1946).

## Abogado
Retirado de la política activa, se dedicó al ejercicio de la abogacía, a la docencia económica y a los estudios filosóficos y humanísticos, un tema este último sobre el cual realizó numerosas publicaciones. En los años cincuenta armonizó su vocación docente con una clara apuesta por la apertura española hacia Europa, a través de la sociedad "Estudios Económicos Españoles y Europeos", que fundó en 1950. Se trataba de una institución independiente, que reunió bajo el control de Larraz a un nutrido grupo de expertos, y que llegó a publicar nueve volúmenes, entre 1951 y 1961, que estudiaban las diferentes facetas de la economía española, abordándolas siempre desde una dimensión europeísta. Esta sociedad, por otra parte, fue una feraz cantera política, por la que pasó todo el grupo de jóvenes democristianos que tendrían un notable peso político en la Transición. 
Como humanista cristiano, Larraz publicó varias obras dedicadas a la Comunomía o “Ciencia del Bien Común”. A este tema estuvo dedicado su último libro: Humanística. (Para la sociedad atea, científica y distributiva), publicado en 1972. Fue miembro de la Real Academia de Jurisprudencia y Legislación y de la Real Academia de Ciencias Morales y Políticas, de la que llegó a ser vicepresidente en 1970. Falleció en Madrid, a la edad de 69 años.

## Obras
- La Hacienda pública y el Estatuto catalán, Madrid, Editorial Ibérica (1932).
- La época del mercantilismo en Castilla (1500-1700). Discurso de recepción del Académico de Número Excmo. Sr. D. José Larraz López (sesión del 5 de abril de 1943), Madrid, Real Academia de Ciencias Morales y Políticas.(1943)
- “Epílogo”, a R. Mazo (1947): Raimundo Fernández Villaverde, Madrid, Purcalla, pp. 179-188.(1947)
- “Bravo Murillo, hacendista”, en Discursos leídos en la Junta Pública inaugural del curso académico de 1952-53 para conmemorar el primer centenario de don Juan Bravo Murillo, Madrid, Real Academia de Ciencias Morales y Políticas, p. 81 y ss.(1952)
- Discurso pronunciado en el acto conmemorativo del centenario de la ley del 28 de enero de 1856, que confirió al establecimiento su actual nombre de Banco de España, Madrid, Banco de España.(1956)
- “Comunomía”, en Anales de la Real Academia de Ciencias Morales y Políticas, Año IX, cuaderno 1, número 31.(1957)
- “Anteproyecto sobre reorganización de las Reales Academias y deslinde de competencias con el Consejo Superior de Investigaciones Científicas”, Anales de la Real Academia de Ciencias Morales y Políticas, Año XV, Cuaderno único.(1963)
- Sobre el nuevo contexto de Europa, Madrid, Real Academia de Ciencias Morales y Políticas.(1968)
- Humanística. (Para la sociedad atea, científica y distributiva), Madrid, Editora Nacional.(1972)
- Memorias, Real Academia de Ciencias Morales y Políticas, Madrid.(2006)
- Política social y Bien común, Murcia, Ediciones Isabor. Antología al cuidado de Pablo Sánchez Garrido. Epílogo de Juan Velarde.(2011)